# Associazione Calcio Legnano 1940-1941
Questa pagina raccoglie le informazioni riguardanti l'Associazione Calcio Legnano nelle competizioni ufficiali della stagione 1940-1941.

## Stagione

Antonio Fossati, al Legnano dal 1937 al 1938 e dal 1939 al 1947

Poco prima dell'inizio di questo campionato, l'Italia entra nella seconda guerra mondiale: come conseguenza, molti giocatori lilla partono per il fronte. Il presidente Giulio Riva corre ai ripari acquistando i portieri Giannino Borroni e Angelo Rotondi, che torna a Legnano dopo alcune stagioni disputate in altre squadre, i difensori Carlo Rovellini e Aventino Zamboni, il centrocampista Battista Padovan e l'attaccante Renato Ricci.
Nella stagione 1940-41 di Serie C, il Legnano ottiene il 9º posto in classifica nel girone C con 29 punti, lontano 23 lunghezze dalla Pro Patria promossa in Serie B e a 14 punti dall'Omegna, ultima in graduatoria e unica delle retrocesse. 24 dei 29 punti ottenuti dai Lilla vengono conquistati in incontri casalinghi, confermando la tendenza della stagione precedente: i legnanesi sono temibili in casa, ma troppo deboli in trasferta. Rivelazione della stagione è la ventunenne punta milanese Renato Ricci, autrice di 26 reti in 28 partite, che corrispondono a più della metà delle reti segnate dal Legnano in campionato (51). In Coppa Italia, invece, il Legnano viene eliminato nelle qualificazioni dal Meda.

## Divise
| Casa |

## Organigramma societario
Area direttiva
- Presidente: cav. ing. Giulio Riva

Area tecnica
- Allenatore: Enrico Crotti

## Rosa
| N. |                   | Ruolo | Calciatore        |
| -- | ----------------- | ----- | ----------------- |
|    | Italia (bandiera) | A     | Silvio Barbaglia  |
|    | Italia (bandiera) | A     | Bertani           |
|    | Italia (bandiera) | D     | Carlo Bertolini   |
|    | Italia (bandiera) | P     | Giannino Borroni  |
|    | Italia (bandiera) | C     | Virgilio Chiari   |
|    | Italia (bandiera) | D     | Mario Colombo     |
|    | Italia (bandiera) | D     | Vittorio Colombo  |
|    | Italia (bandiera) | A     | Giovanni Cristina |
|    | Italia (bandiera) | A     | Agostino Facconi  |
|    | Italia (bandiera) | C     | Antonio Fossati   |
|    | Italia (bandiera) | C     | Cesare Franchini  |
|    | Italia (bandiera) | A     | Armido Galmuzzi   |

| N. |                   | Ruolo | Calciatore           |
| -- | ----------------- | ----- | -------------------- |
|    | Italia (bandiera) | C     | Fortunato Grammatica |
|    | Italia (bandiera) | A     | Remo Leva            |
|    | Italia (bandiera) | C     | Pierino Luraghi      |
|    | Italia (bandiera) | C     | Angelo Magistrelli   |
|    | Italia (bandiera) | C     | Battista Padovan     |
|    | Italia (bandiera) | A     | Bruno Palma          |
|    | Italia (bandiera) | A     | Angelo Prandoni      |
|    | Italia (bandiera) | C     | Raimondi             |
|    | Italia (bandiera) | A     | Renato Ricci         |
|    | Italia (bandiera) | P     | Angelo Rotondi       |
|    | Italia (bandiera) | D     | Carlo Rovellini      |
|    | Italia (bandiera) | P     | Renato Scaioni       |
|    | Italia (bandiera) | D     | Aventino Zamboni     |

## Risultati

### Serie C

#### Girone d'andata
| Arbitro: | Pirali (Arona) |

|                      |           |                     |
| Toscano 8’, 56’, 80’ | Marcatori | 29’ Ricci 88’ Palma |

| Arbitro: | Motta (Pavia) |

|                     |           |             |
| Ricci 37’, 40’, 74’ | Marcatori | 33’ Ferrari |

| Arbitro: | Barbieri (Genova) |

|                                            |           |                  |
| Chierichetti 20’ Guenzani 22’ Lattuada 40’ | Marcatori | 88’ (rig.) Palma |

| Arbitro: | Chiti (Desenzano del Garda) |

|                           |           |              |
| Ricci 6’ Palma 44’ (rig.) | Marcatori | 896’ Bordini |

| Lecco 17 novembre 1940 5ª giornata | Lecco          | 0 – 0 | Legnano | Campo dei Cantarelli\| Arbitro: \| Motta (Milano) \| |
| Arbitro:                           | Motta (Milano) |       |         |                                                      |

| Arbitro: | Mendo (Trento) |

|  |           |                                                              |
|  | Marcatori | 19’ Ghislanzoni 62’ (rig.) Bellani 67’ Cavedini 81’ Barbieri |

| Arbitro: | Zilli (Reggio Emilia) |

|                                                |           |                 |
| Macchi 14’ Turati 52’ Maccarino 65’ Marini 75’ | Marcatori | 19’ Magistrelli |

| Arbitro: | Tassini (Verona) |

|          |           |  |
| Leva 14’ | Marcatori |  |

| Arbitro: | Milanone Ridor (Biella) |

|                            |           |  |
| Scolari 10’, 80’ Bosco 12’ | Marcatori |  |

| Arbitro: | Bellè (Venezia) |

|                                       |           |                       |
| Ricci 23’ Luraghi 76’ Magistrelli 83’ | Marcatori | 7’ Croci 26’ Mazzotti |

| Arbitro: | Magnoni (Milano) |

|                                                         |           |                           |
| Forlano 2’ Degara 10’, 29’, 69’ Fumagalli 27’ Viano 59’ | Marcatori | 23’ Ricci 55’ Prandoni II |

| Arbitro: | Codeluppi (Lodi) |

|                          |           |  |
| Ricci 42’, 55’ Palma 78’ | Marcatori |  |

| Arbitro: | Viarengo (Asti) |

|                        |           |           |
| Biassoni 15’ Zoppi 26’ | Marcatori | 54’ Ricci |

| Arbitro: | Mazzoli (Genova) |

|                            |           |           |
| Ricci 7’, 81’ Cristina 60’ | Marcatori | 19’ Coppa |

| Arbitro: | Pacini (Lucca) |

|  |           |                        |
|  | Marcatori | 10’ Cristina 23’ Ricci |

#### Girone di ritorno
| Arbitro: | Masini (genova) |

|                         |           |                                             |
| Ricci 5’, 77’ Palma 88’ | Marcatori | 17’ Donna 60’ Torricelli I 76’, 80’ Toscano |

| Arbitro: | Magnoni (Milano) |

|                                               |           |              |
| Maino 23’ Bianchi 42’ Ferrari 83’ Orlandi 85’ | Marcatori | 46’ Cristina |

| Arbitro: | Barbieri (Genova) |

|                    |           |  |
| Leva 23’ Ricci 43’ | Marcatori |  |

| Arbitro: | Milanone Ridor (Biella) |

|            |           |  |
| Macchi 67’ | Marcatori |  |

| Arbitro: | Matucci (Seregno) |

|                            |           |           |
| Ricci 18’ Palma 75’ (rig.) | Marcatori | 41’ Bario |

| Arbitro: | Franzi (Vercelli) |

|  |           |              |
|  | Marcatori | 56’ Galmuzzi |

| Arbitro: | Rossi (Milano) |

|                 |           |               |
| Prandoni II 38’ | Marcatori | 69’ Maccarino |

| Arbitro: | Bogetti (Torino) |

|                                    |           |           |
| Dondi 22’ Borra 41’ Turconi II 70’ | Marcatori | 62’ Ricci |

| Arbitro: | Meniconi (Aosta) |

|                                    |           |  |
| Leva 1’ Ricci 21’, 65’, 88’ (rig.) | Marcatori |  |

| Arbitro: | Pirali (Arona) |

|                      |           |  |
| Corti 18’ Molina 74’ | Marcatori |  |

| Arbitro: | Franzi (Vercelli) |

|                              |           |                |
| Ricci 57’ Cortese 63’ (aut.) | Marcatori | 5’, 68’ Degara |

| Arbitro: | Viarengo (Asti) |

|                        |           |              |
| Zanni 23’ Guidagli 88’ | Marcatori | 35’ Cristina |

| Arbitro: | Milanone Ridor (Biella) |

|                                                            |           |  |
| Cristina 27’ Ricci 30’, 41’, 51’ Palma 62’ Colombo Ma. 72’ | Marcatori |  |

| Arbitro: | Rabitti (Genova) |

|                                  |           |           |
| Valari 55’, 74’, 80’ Limonta 59’ | Marcatori | 14’ Palma |

| Arbitro: | Masseroni (Milano) |

|                           |           |            |
| Ricci 51’ Prandoni II 62’ | Marcatori | 19’ Parvis |

### Coppa Italia

#### Qualificazioni
| Arbitro: | Motta (Pavia) |

|               |           |                                   |
| Rovellini 76’ | Marcatori | 13’ Bianchi 59’ Coppa 70’ Limonta |

## Statistiche

### Statistiche di squadra
| Competizione | Punti | Totale | Totale | Totale | Totale | Totale | Totale | DR |
| Competizione | Punti | G      | V      | N      | P      | Gf     | Gs     | DR |
| ------------ | ----- | ------ | ------ | ------ | ------ | ------ | ------ | -- |
| Serie C      | 29    | 30     | 13     | 3      | 14     | 51     | 55     | -4 |
| Coppa Italia | -     | 1      | 0      | 0      | 1      | 1      | 3      | -2 |

### Statistiche dei giocatori
| Giocatore        | Serie C  | Serie C | Coppa Italia | Coppa Italia | Totale   | Totale |
| Giocatore        | Presenze | Reti    | Presenze     | Reti         | Presenze | Reti   |
| ---------------- | -------- | ------- | ------------ | ------------ | -------- | ------ |
| S. Barbaglia     | 3        | 0       | 0            | 0            | 3        | 0      |
| Bertani          | 0        | 0       | 1            | 0            | 1        | 0      |
| C. Bertolini     | 5        | 0       | 0            | 0            | 5        | 0      |
| G. Borroni       | 16       | 0       | 0            | 0            | 16       | 0      |
| V. Chiari        | 10       | 0       | 1            | 0            | 11       | 0      |
| Ma. Colombo      | 30       | 1       | 1            | 0            | 31       | 1      |
| V. Colombo       | 6        | 0       | 1            | 0            | 7        | 0      |
| G. Cristina      | 29       | 5       | 1            | 0            | 30       | 5      |
| A. Facconi       | 2        | 0       | 0            | 0            | 2        | 0      |
| A. Fossati       | 5        | 0       | 0            | 0            | 5        | 0      |
| C. Franchini     | 10       | 0       | 0            | 0            | 10       | 0      |
| A. Galmuzzi      | 4        | 1       | 0            | 0            | 4        | 1      |
| F. Grammatica    | 4        | 0       | 0            | 0            | 4        | 0      |
| R. Leva          | 24       | 3       | 0            | 0            | 24       | 3      |
| P. Luraghi       | 29       | 1       | 0            | 0            | 29       | 1      |
| A. Magistrelli   | 11       | 2       | 0            | 0            | 11       | 2      |
| E. Milani        | 0        | 0       | 1            | 0            | 1        | 0      |
| B. Padovan       | 5        | 0       | 0            | 0            | 5        | 0      |
| B. Palma         | 25       | 8       | 1            | 0            | 26       | 8      |
| A. Prandoni (II) | 22       | 3       | 0            | 0            | 22       | 3      |
| Raimondi         | 5        | 0       | 1            | 0            | 6        | 0      |
| R. Ricci         | 28       | 26      | 1            | 0            | 29       | 26     |
| A. Rotondi       | 3        | 0       | 0            | 0            | 3        | 0      |
| C. Rovellini     | 16       | 0       | 1            | 1            | 17       | 1      |
| R. Scaioni       | 10       | 0       | 1            | 0            | 11       | 0      |
| A. Zamboni       | 24       | 0       | 0            | 0            | 24       | 0      |